# Gelbkehlvireo

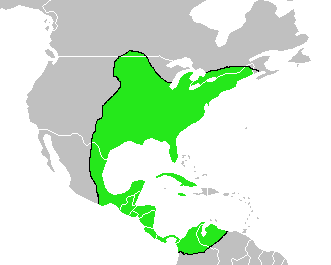
Verbreitung

Der Gelbkehlvireo (Vireo flavifrons) ist ein amerikanischer Singvogel.

## Merkmale
Der 15 cm lange Vogel hat eine olivgrüne Oberseite, eine gelbe Brust und Kehle und einen weißen Bauch und Steiß. Außerdem besitzt er hellgelbe Augenringe und dunkle Flügel mit weißen Flügelstreifen.

## Vorkommen
Der Gelbkehlvireo lebt in Dickichten und Waldrändern in Südostkanada sowie den östlichen USA. Er zieht zum Überwintern bis in den Norden Südamerikas. 

## Verhalten
Außerhalb der Brutzeit ist der Gelbkehlvireo ein Einzelgänger, der meist hoch in dicht belaubten Baumkronen nach Insekten sucht. Er gilt als recht zahmer Vogel, dem sich Beobachter leicht nähern können.

## Fortpflanzung
In einem korbförmigen Nest, das von einem Ast herunterhängt, werden drei bis fünf Eier zwölf Tage lang bebrütet.